# Rostki (powiat ostrołęcki)
Rostki – wieś sołecka w Polsce położona w województwie mazowieckim, w powiecie ostrołęckim, w gminie Troszyn.
W skład sołectwa Rostki wchodzi także wieś Chrzczony.
Pod względem organizacji kościelnej Rostki należą do parafii Trójcy Przenajświętszej w Czerwinie.

## Historia
Wieś powstała przez nadanie Gotardowi z Rostek, w ziemi zakroczymskiej, 20 włók ziemi zwanych Suchodół, w puszczy koło Chrostowa, przez księcia Janusza I w XV wieku.
W pobliskim lesie znajdują się, obecnie zdewastowane, kamienne kręgi. Były one cmentarzyskiem z okresu rzymskiego (II–IV wiek n.e.)
W latach 1921–1939 wieś leżała w województwie białostockim, w powiecie ostrołęckim, w gminie Troszyn.
Według Powszechnego Spisu Ludności z 1921 roku wieś zamieszkiwały 92 osoby w 14 budynkach mieszkalnych. Miejscowość należała do parafii rzymskokatolickiej w Troszynie. Podlegała pod Sąd Grodzki w Ostrołęce i Okręgowy w Łomży; właściwy urząd pocztowy mieścił się w Troszynie.
W wyniku agresji III Rzeszy na Polskę we wrześniu 1939 wieś znalazła się pod okupacją niemiecką i do wyzwolenia weszła w skład Landkreis Scharfenwiese, Regierungsbezirk Zichenau III Rzeszy.
W latach 1975–1998 miejscowość administracyjnie należała do województwa ostrołęckiego.